# Epiphragma (Epiphragma) commopterum
Epiphragma (Epiphragma) commopterum is een tweevleugelige uit de familie steltmuggen (Limoniidae). De soort komt voor in het Oriëntaals gebied.